# Episinus cognatus
Episinus cognatus là một loài nhện trong họ Theridiidae.
Loài này thuộc chi Episinus. Episinus cognatus được Octavius Pickard-Cambridge miêu tả năm 1893.